# Wilson Kipketer
Wilson Kipketer (Kapchemoiywo, Quênia, 12 de dezembro de 1972) é um ex-atleta queniano e naturalizado dinamarquês que dominou durante uma década uma prova do atletismo e passou três anos sem ser derrotado, mas nunca conseguiu ser campeão olímpico.
Nascido no Quênia, Kipketer teve seu talento para as corridas notado na infância pelo grande campeão queniano Kip Keino que o indicou para estudar e treinar numa escola famosa por formar grandes corredores. Em 1990 foi para a Dinamarca estudar engenharia eletrônica na Universidade de Copenhaga através de um intercâmbio escolar para estrangeiros e gostou tanto do país que resolveu adotar a cidadania dinamarquesa.
Em 1995 competiu pela Dinamarca no Campeonato Mundial de Atletismo e conquistou sua primeira medalha de ouro nos 800m de um torneio internacional de alto nível, porém, por não ter ainda cidadania plena, ele foi impedido de participar dos Jogos de Atlanta em 1996 pelo Comitê Olímpico Internacional, apesar de ser o melhor corredor da distância no mundo, abrindo caminho para a vitória do norueguês Vebjørn Rodal.
No auge de sua forma, em 1997 Kipketer igualou o recorde mundial de 16 anos de duração do britânico Sebastian Coe (1m41s73) para os 800m em Estocolmo e partiu para quebrar por duas vezes o recorde mundial da prova. A primeira vez em Zurique (1m41s24) e logo em seguida estabelecendo em Colônia, na Alemanha, a marca de 1m41s11, que perdurou até agosto de 2010, quando David Rudisha estabeleceu o tempo de 1min41s09, no Meeting ISTAF Berlim.
Mesmo após contrair malária em 1998, Kipketer continuou competindo em alto nível mas apesar de ganhar novamente a medalha de ouro no Campeonato Mundial de 1999, perdeu a oportunidade de se sagrar campeão olímpico ao ser derrotado na final dos 800m dos Jogos Olímpicos de Verão de 2000 pelo alemão Nils Schumann.
A partir daí Kipketer começou a enfrentar lesões que afetaram seu rendimento e as vitórias começaram a escassear. Machucado e longe de suas melhores condições físicas, competiu em 2003 sem conseguir nenhum grande título e em 2004, num último grande esforço pelo ouro olímpico, participou dos 800m em Atenas 2004 mas conseguiu apenas a medalha de bronze. Encerrou a carreira em 2005.